# 校式試作爆撃機
校式試作爆撃機（こうしきしさくばくげきき）は、大日本帝国陸軍の所沢陸軍航空学校で計画された爆撃機。実機は製作されていない。

## 概要
1920年（大正9年）頃、所沢陸軍航空学校研究部は校式二型試作戦闘機とともに校式試作爆撃機の開発を進めていたが、計画模型などが手掛けられたのみで、実機の製作に至らないまま計画は中止された。
機体は双発の複葉機で、コードロン、モラン・ソルニエ、ボアサンといったフランスの諸メーカーの機体の優れた箇所を組み合わせたような設計、と評されている。エンジンはイスパノ・スイザ製のものを牽引式配置で上下の主翼の間に装備する。固定武装として、機首と主翼直後の胴体上面に旋回機銃座が設けられている。降着装置は3車輪式の固定脚。

## 諸元（推定値）
出典：『日本航空機総集 立川・陸軍航空工廠・満飛・日国篇』 132頁、『日本陸軍試作機大鑑』 34頁。
- 全長：11.0 m
- 全幅：18.0 m
- 全備重量：3,000 kg
- エンジン：イスパノ・スイザ 水冷V型8気筒（離昇300 hp） × 2
- 最大速度：180 km/h
- 武装：機関銃 × 2